# پیتسنبرگ
پیتسنبرگ (به آلمانی: Pitzenberg) یک منطقهٔ مسکونی در اتریش است که در ناحیه وکلابروک واقع شده‌است. پیتسنبرگ ۶ کیلومتر مربع مساحت دارد ۴۴۵ متر بالاتر از سطح دریا واقع شده‌است.